# Helcogramma larvata
Helcogramma larvata är en fiskart som beskrevs av Hans W. Fricke och Randall 1992. Helcogramma larvata ingår i släktet Helcogramma och familjen Tripterygiidae. Inga underarter finns listade i Catalogue of Life.